# Преспа (національний парк)
Заповідна зона
Національний парк Преспа (алб. Parku Kombëtar i Prespës) — національний парк, розташований у південно-східній Албанії на прикордонному трикутнику, спільному з Грецією та Північною Македонією. Приблизно 277,5 км2 (107,1 миля2), парк охоплює території країни Великого та Малого Преспанського озера. Для нього характерні високі гори, вузькі острови, великі прісноводні болота, солончаки, луки, очеретяні зарості та густі ліси.
Створений для охорони природної та культурної спадщини регіону, парк включений до Європейського зеленого поясу та Всесвітньої мережі біосферних заповідників за програмою ЮНЕСКО «Людина і біосфера». Ділянка Великої Преспи в Албанії визнана водно-болотним угіддям міжнародного значення відповідно до Рамсарської конвенції, а також важливою зоною для птахів і рослин.
Обидва озера, по суті, розташовані на висоті від 850 до 900 метрів над Адріатикою. Розташовані приблизно на 150 метрів над Охридським озером, їх води проходять через кілька карстових підземних каналів, що виходять із джерел в озеро. Сува Гора відокремлює Велику Преспу від Охридського озера, яке є одним із давніх озер у світі. Гора, у першу чергу, відома завдяки вирощуванню гірського чаю, який процвітає на вапнякових скелях гори; це один із найпопулярніших сортів чаю албанців. Інакше парк захищає острів Маліград, який усіяний багатьма печерами, придатними для дикої природи, і круглим урвищем.
Через різницю температури та клімату між різними районами та висотами парку, він характеризується широким асортиментом рослин і тварин. Парк розташовано в межах наземного екорегіону змішаних лісів Піндських гір Палеарктичного Середземномор'я, лісових масивів і чагарників. Ліси займають 13,500 гектара (0,13500 км2) території парку, з густими хвойними та широколистяними лісами. Із 1130 видів флори та 174 видів грибів поширені по всьому парку. Тваринний світ представлений 60 видами ссавців, 270 видами птахів, 23 видами плазунів, 11 видами земноводних і 23 видами риб.
Національний парк Преспа — це культурний ландшафт, який демонструє свідчення культурних практик, що сягають тисячоліть, а найдавніші сліди людського житла датуються неолітом. Під час класичної античності поблизу регіону проходив торговий шлях Егнатієва дорога, оскільки він був заселений кількома іллірійськими та давньогрецькими племенами, а також римлянами та пізніше візантійцями. Тим не менш, парк усіяний багатьма природними та культурними об'єктами, що містять доісторичні житла та візантійські церкви, такі як печери Завер і Трені, церква Св. Марії тощо.

## Географія

### Розташування

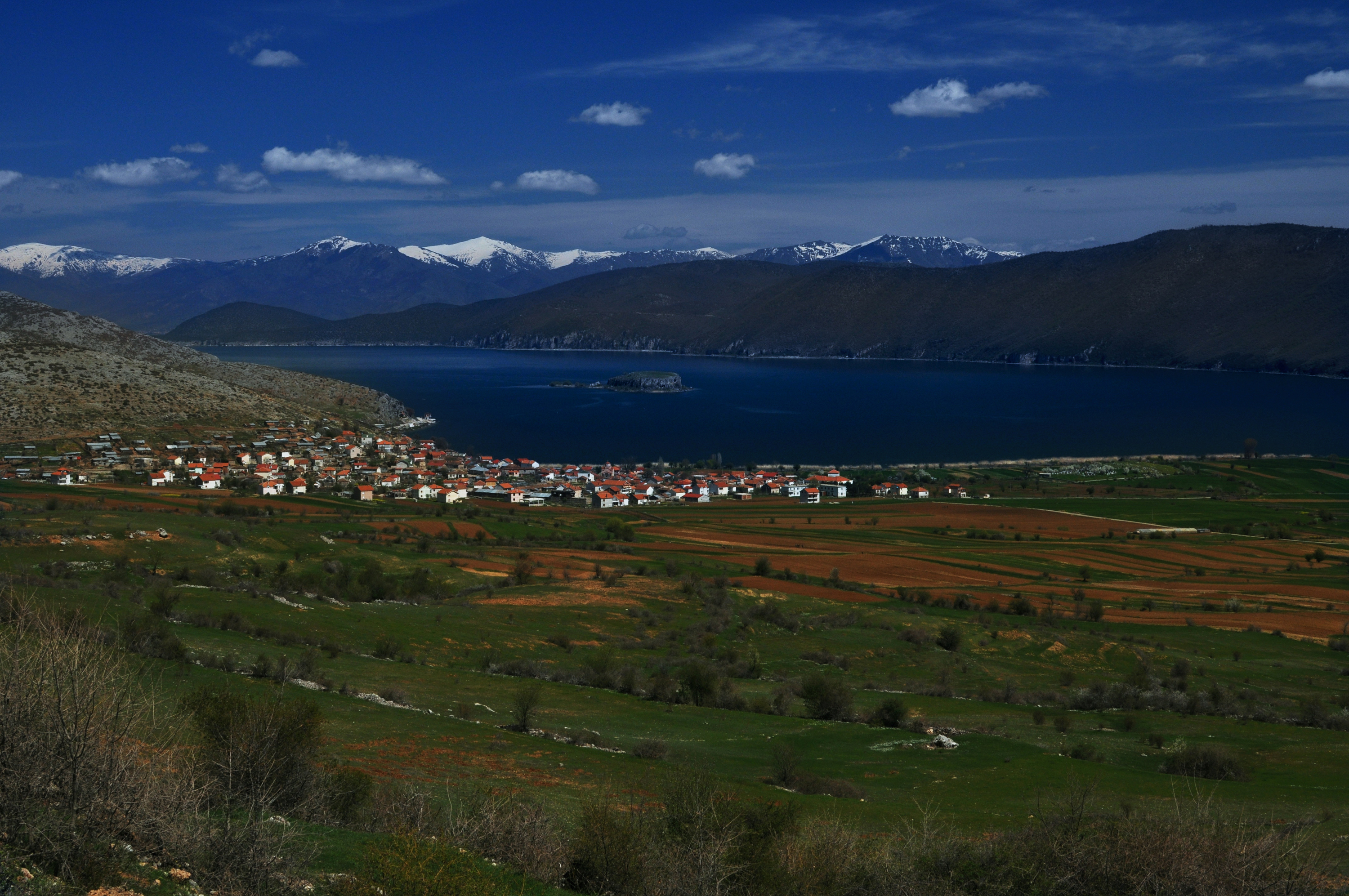
Мальовничий вид на Велике Преспанське озеро та острів Маліград; хоча на острові розташована церква Св. Марії.

Національний парк Преспа стратегічно розташований у південно-східному регіоні Албанії, межує з Північною Македонією на північному сході та Грецією на південному сході. Він розташований переважно між широтами 40° і 45° північної широти та довготою 20° і 55° східної частини. Парк охоплює 27,750 гектара (0,27750 км2) у повіті Корча і включає Велике Преспанське озеро, Мале Преспанське озеро, острів Маліград та прилеглі регіони. Місто Корча є найближчим і найбільшим містом області. 2,100 гектара (0,02100 км2) території парку займають сільськогосподарські угіддя, а 5,372 гектара (0,05372 км2) віднесено до малопродуктивних земель. Ліси займають 13,500 гектара (0,13500 км2) загальної площі земель і лише 1,828 гектара (0,01828 км2) складається з пасовищ і лук. Решту займають водойми 4,950 гектара (0,04950 км2).
Велике Преспанське озеро ділиться між Албанією на заході, Північною Македонією на північному сході та Грецією на південному сході. Трохи південніше Мале Преспанське озеро простягається між Албанією та Грецією і впадає у Велику Преспу, яка відокремлена від нього вузькою стежкою. Озера розташовані на висоті від 849 до 853 метрів над Адріатикою і є найвищими тектонічними озерами Південно-Східної Європи. Велика Преспа в основному живиться підземними притоками і струмками і впадає в Охридське озеро. Озера оточують високі гори, зокрема Сува Гора в Албанії та Галичиця в Північній Македонії. Між горами на заході є вузький вихід, з якого озеро стікає під час повені з сильних опадів і навесні під час танення снігу до річки Деволі, яка протікає через Центральний гірський хребет Албанії, поки не впадає в Адріатичне море на Середземному морі.

### Клімат
Згідно з класифікацією кліматів Кеппена, клімат парку, як правило, середземноморський із континентальним впливом. Воно є досить унікальним завдяки різноманітному рельєфу, коливання висот і розташування території, пов'язаної з озерами. Середня місячна температура коливається в межах 0,2 °C (32,4 °F) у січні та 19,2 °C (66,6 °F) у липні. Дощі в основному бувають пізньої осені та взимку, найменша кількість опадів фіксується в липні та серпні. Середня річна кількість опадів коливається від 700 міліметрів (28 дюймів) до 1 400 міліметрів (55 дюймів) залежно від регіону та типу клімату.

## Біорізноманіття

### Середовища проживання

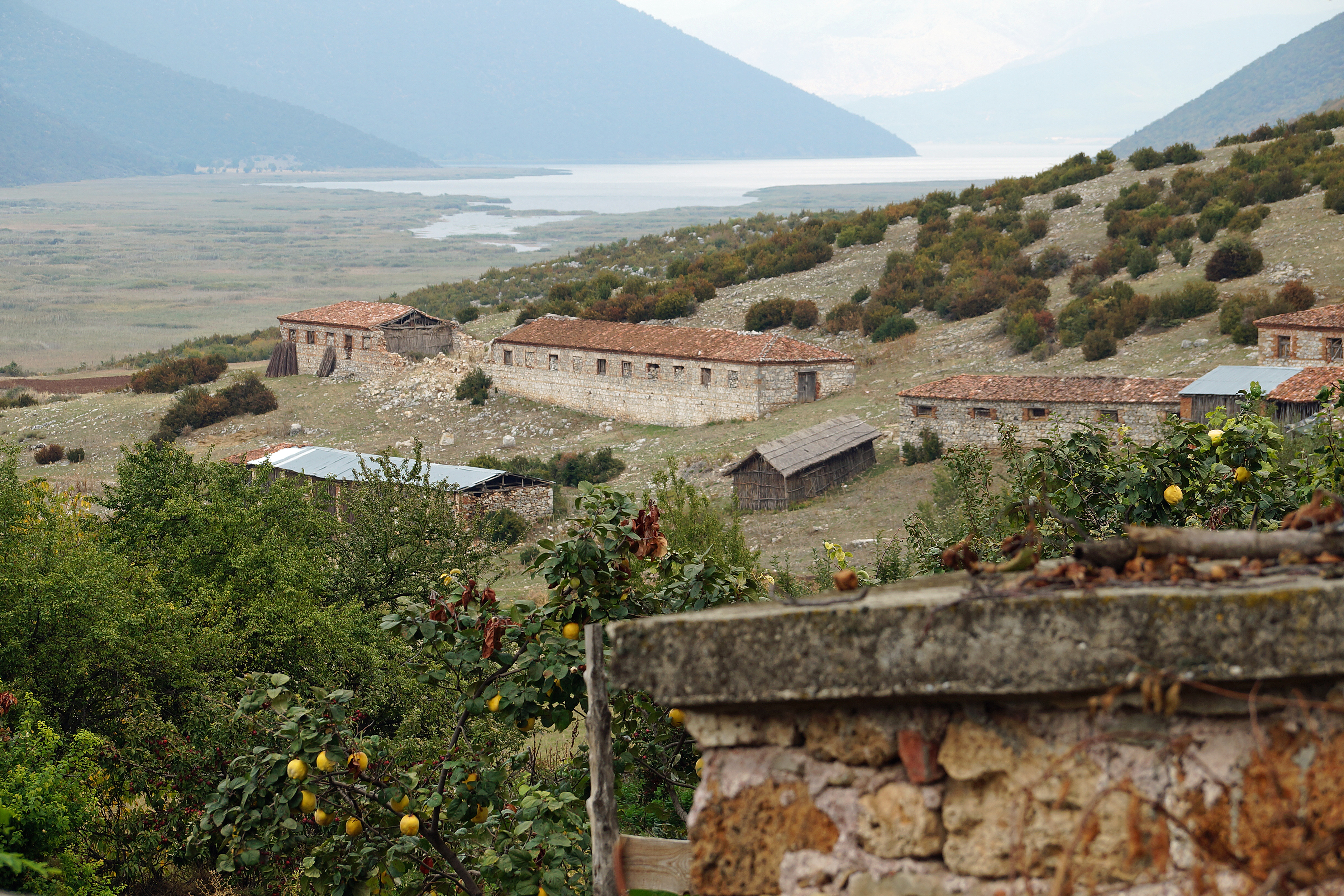
Село Заградець розташоване на Малому Преспанському озері.

Парк є значущим природним ландшафтом, що включає видатне представлення пов'язаних екосистем, чия протяжність і недоторканість забезпечує контрастне та багате біорізноманіття, включаючи природні та культурно значущі види. Парк являє собою велике і безперервне природне середовище, яке складається з кількох типів ландшафту, кожен із яких має помітні природні та культурні цінності.
Плавні трапляється вздовж берегів струмків і річок, де течія повільніше, але найбільше трапляється на озерах. Вони мають виняткову цінність із точки зору екології. Ділянки озер країни, вкриті очеретом, мають площу приблизно 500 га. Вони мають велике природоохоронне значення, оскільки є хорошим місцем для розмноження та ночівлі для різноманітних птахів та інших видів.
Прісноводні озера Великої та Малої Преспи в межах парку можна розділити на кілька окремих зон біологічних спільнот, пов'язаних із фізичною структурою озер. Пелагіаль охоплює глибокі, переважно природно, безрослі частини озер, де не можуть рости рослини. Літораль — це прибережна зона, що охоплює частини рослинного покриву, які включають як наземну, так і виникаючу, деревну або чагарникову рослинність. Річкова зона охоплює одні з найбільших і найрізноманітніших систем потоків і русел у регіоні, включаючи великі водно-болотні угіддя, заплави та мангрові зарості, на яких мешкає величезна кількість водоплавних птахів та інших водних і морських видів.

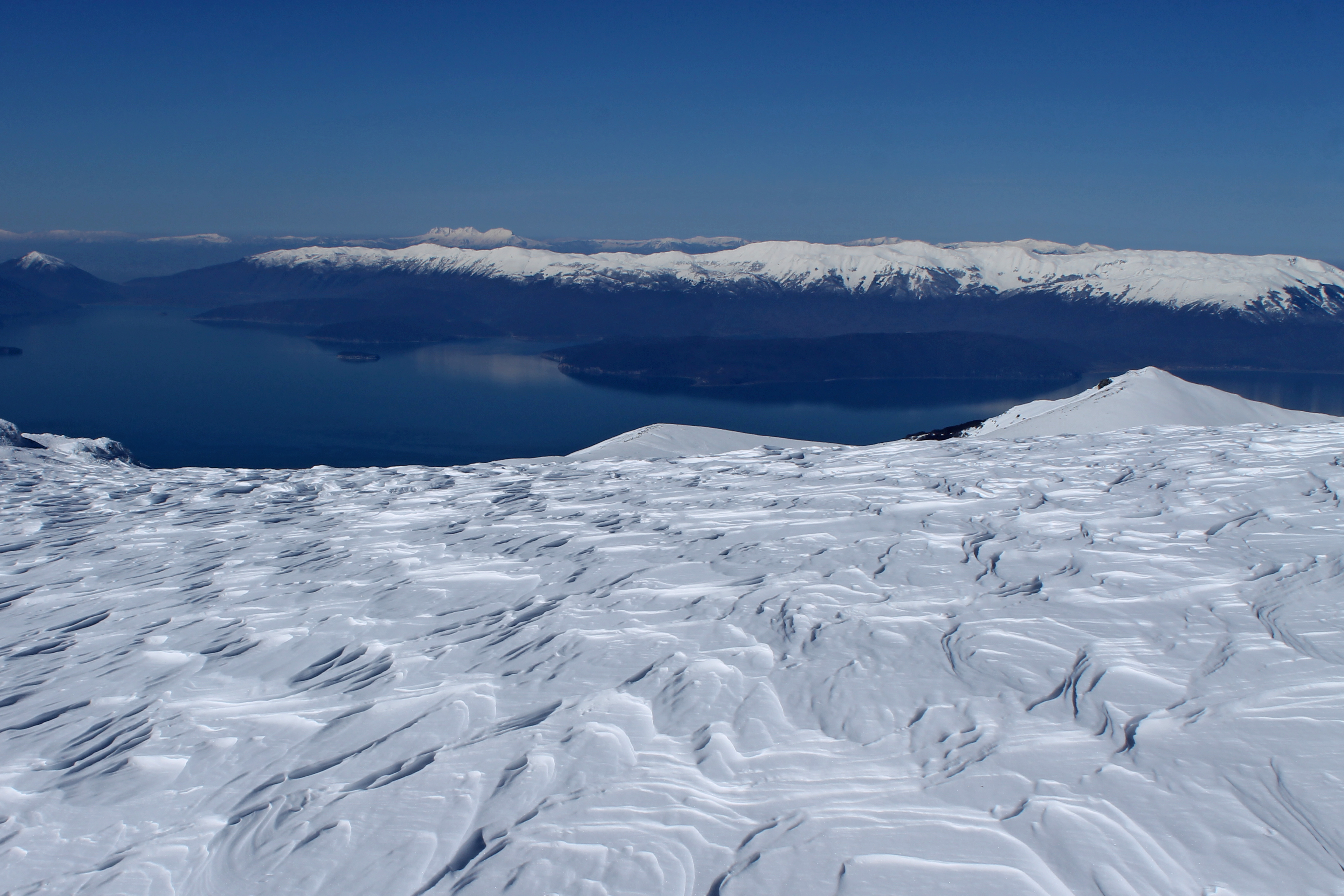
Ділянка Албанії Великого Преспанського озера, вид із Північної Македонії.

Лісові райони створюють багатий набір дуже різних видів рослин і тварин, крім тих, що зустрічаються в парку, включно з такими, що перебувають під загрозою вимирання та ендемічні види. Вони вирізняються за переважаючими видами дерев та іншої рослинності, а також змінюються залежно від геологічної основи, вигляду та висоти. На дуже простому рівні ліси можна вважати такими, що поділяються на кілька зон. Дуб є однією з найпоширеніших порід дерев у парку, які за розміром і густотою є особливою особливістю парку. Ця зона поросла дубом скельним, пухнастим, італійським та австрійським, а на сухих і кам'янистих схилах домінує дуб македонський. Коли ми піднімаємося з пагорбів до гірських районів, дубові ліси змінюються на букові, що розкинулися на схилах Сува Гора. У цій зоні переважно поширений європейський бук разом із явором та ліщиною турецькою. У північно-східних гірських районах велика зона змішаних лісів із бука та ялиці складається переважно з ялиці білої, болгарської, європейської та балканського бука.
Ділянки пасовищ з альпійськими та субальпійськими луками та пасовищами домінують на більшій частині гребінь і східних схилів Сува Гора і є важливим середовищем проживання різноманітної дикої природи, яка мешкає тут у достатку. Хоча також переважають умови альпійської тундри, із травами та дрібними рослинами з високим рівнем ендемізму.

### Дика природа

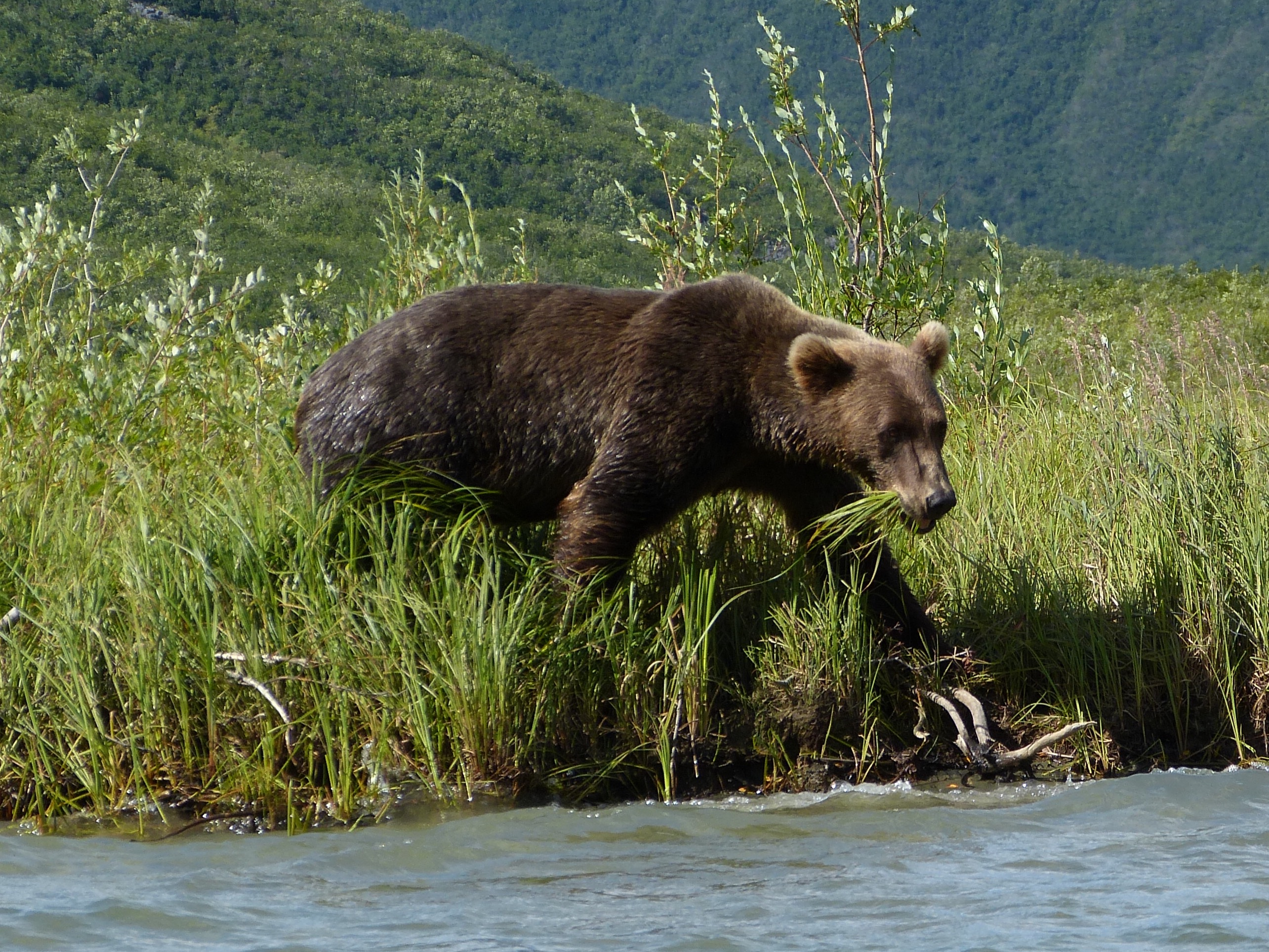
Мабуть, найважливішим і культовим видом ссавців у парку є бурий ведмідь.

Ландшафти парку еволюціонували разом із рослинними та фауністичними ресурсами в рамках еволюції басейну озера Преспа кілька мільйонів років тому. Наявність води, на яку впливає конфігурація місцевості, має великий вплив на біорізноманіття цього регіону. Різноманітність середовищ існування в парку забезпечує багато різних ресурсів для кількох видів, що перебувають під загрозою зникнення, а також видів, які наразі підтримують статус охорони, що викликають найменше занепокоєння.
З огляду на біогеографію, парк входить до складу Піндських гірських змішаних лісів, наземного екорегіону палеарктичних середземноморських лісів, лісистих місцевостей і біому чагарників. Рослинність переважно континентально-євразійського характеру з середземноморськими впливами. Флора представлена 1130 видами рослин і 174 видами грибів, поширеними на території парку, а 60 видів рослин віднесені до рідкісних і зникаючих.

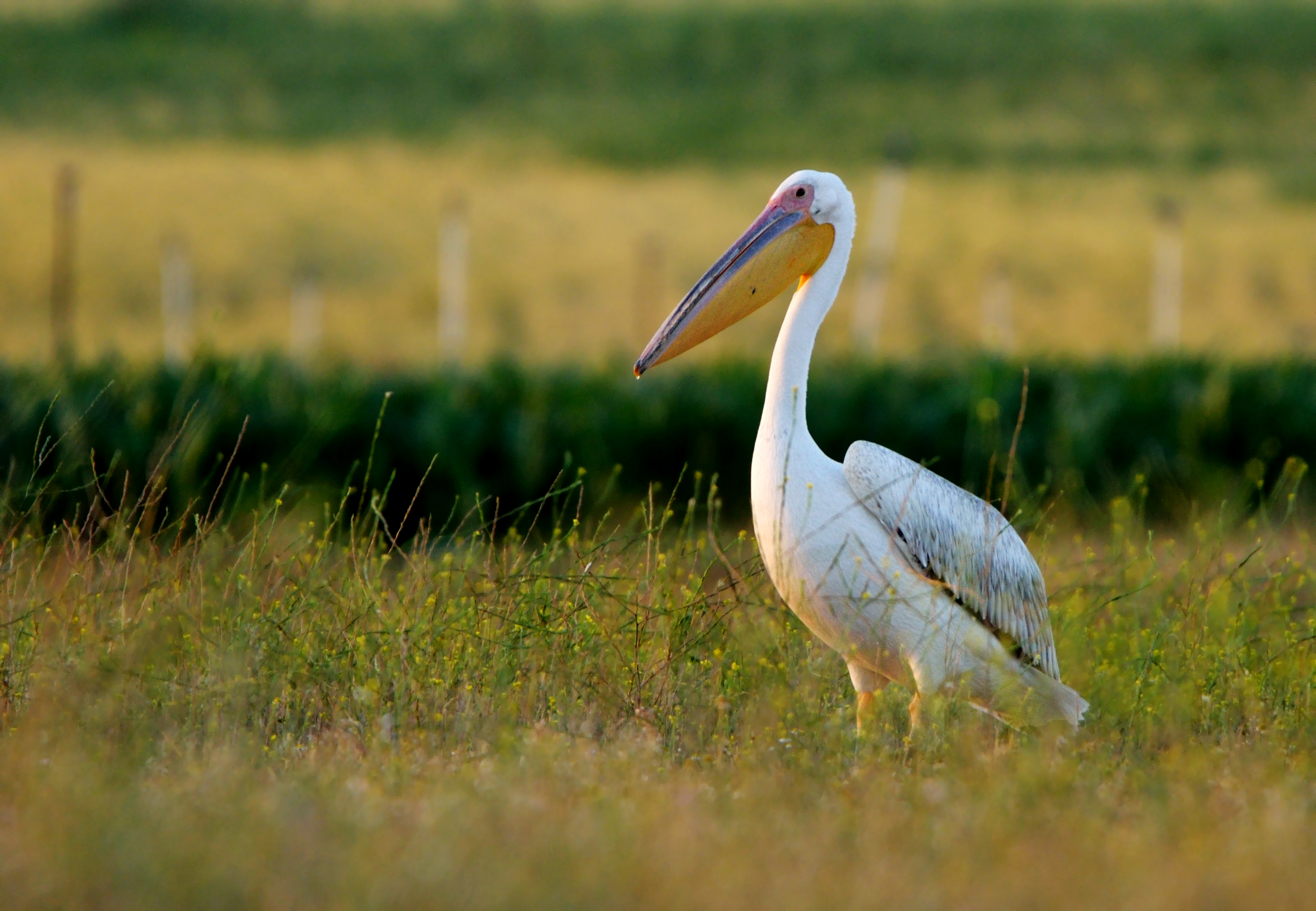
Великий білий пелікан разом із далматинським пеліканом мешкає в озерах влітку.

Через густоту рослинності, яка робить деякі території досить недоступними для людей, велика частина збережених лісів, кущів і трав залишилася відносно непорушеною внаслідок втручання людини, що, у свою чергу, є важливим притулком для тварин. Відомо, що в парку трапляються щонайменше 60 видів ссавців. Це одна з останніх територій Європи, де з'являється велика кількість бурих ведмедів і сірих вовків. Балканська рись ніколи не спостерігалася, але загалом вважається, що парк є важливим екологічним коридором через його сусідство з національним парком Шебенік-Ябланіца. Червона лисиця є відносно поширеною і її можна досить часто помітити взимку в парку.
Однак птахи, безсумнівно, є найчисельнішим класом тварин у парку, який налічує понад 270 видів. Приблизно 132 види птахів, які використовують парк, можна віднести до видів, що розмножуються, а інші види є постійними або нерозмножуваними відвідувачами парку. Білий і далматинський пелікани, який є одним із найбільших видів птахів у світі, проводять літній сезон в озерах парку, пов'язаних із незайманими водно-болотними угіддями, прісноводними болотами та постійними струмками.
Незважаючи на унікальну геоморфологію та специфічний клімат парку, у печерах парку мешкає понад 25 видів кажанів. Печера Трені є домівкою для найбільшої та найважливішої популяції нічниці довгопалої в Європі. У парку мешкають 23 види рептилій й 11 видів земноводних, включаючи європейську, ставкову черепаху, шпорцеву черепаху, вогняну саламандру, болотну жабу та прудку жабу.

## Транскордонне співробітництво
Національний парк Преспа в Албанії став частиною запланованого тринаціонального транскордонного парку, очолюваного Рамсарською конвенцією у співпраці з національними парками Преспа в Північній Македонії та Греції у 2000 році. Хоча три країни та залучені міжнародні сторони узгодили цей спільний проєкт із 2000 року, у його реалізації було досягнуто незначного прогресу, і три парки фактично функціонують як три різні парки. Відтоді почав реалізовуватися ще один спільний проєкт у рамках Ради Європи: «Екорегіон Преспа-Охрид», який має на меті об'єднати всі проєкти збереження водно-болотних угідь Охридського озера та Преспанських озер під одним управлінням. Таким чином, у 2015 році було засновано Prespa-Ohrid Nature Trust.